# Histoire de la Coupe du monde de football
Pour un article plus général, voir Coupe du monde de football.
 (avril 2022).
Si vous disposez d'ouvrages ou d'articles de référence ou si vous connaissez des sites web de qualité traitant du thème abordé ici, merci de compléter l'article en donnant les références utiles à sa vérifiabilité et en les liant à la section « Notes et références ».
La Coupe du monde de football trouve son origine en 1904 avec la création de la Fédération Internationale de Football Association (FIFA) qui regroupe à l'origine les Pays-Bas, la Belgique, la Suède, le Danemark, la Suisse, l'Espagne et la France. 
Le premier tournoi mondial officiel de football a lieu lors des Jeux olympiques de Londres en 1908
En 1930, sous l'impulsion de son président, Jules Rimet, la FIFA organise pour la première fois la Coupe du monde de football association.

## 1930, 1934 et 1938: Les débuts de la Coupe du monde

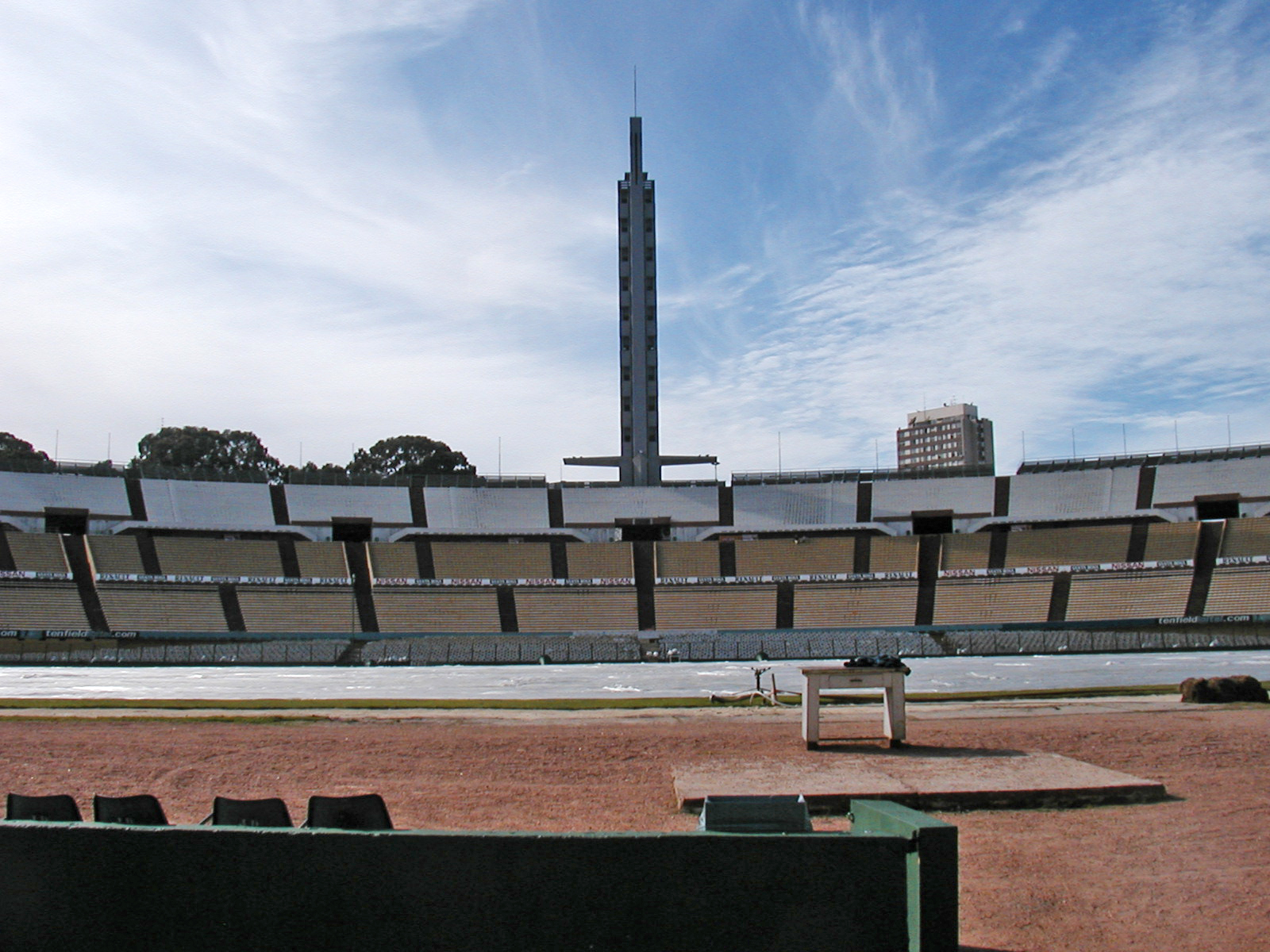
Stade Centenario.

La FIFA confie l'organisation de la première édition de la Coupe du monde de football en 1930, à l'Uruguay, double champion olympique, qui fête le centenaire de son indépendance cette année-là. 
À cette occasion, on y construit le stade Centenario avec un objectif initial de 100 000 places. Treize pays participent à cette première édition, dont 4 pays européens : Mexique, Chili, Argentine, Brésil, Bolivie, Pérou, Uruguay, Paraguay, États-Unis, France, Yougoslavie, Roumanie, et Belgique. Beaucoup de pays situés hors du continent américain avaient reculé devant la durée du déplacement en bateau, seule possibilité de transport viable à l'époque.
Le dimanche 13 juillet 1930, devant plus de 2 000 spectateurs, le français Lucien Laurent inscrit le premier but de la première Coupe du monde de football face au Mexique, à la 19e minute.
Le 30 juillet, au Stade Centenario, a lieu la première finale de la Coupe du monde. L'Uruguay triomphe de l'Argentine sur un score de 4-2. Le capitaine uruguayen José Nasazzi se voit remettre le trophée de la Coupe du monde de football association (une sculpture représentant la Victoire ailée) par Jules Rimet.
La FIFA prend alors la décision d'organiser une Coupe du monde tous les 4 ans, en alternance bi-annuelle avec les Jeux olympiques. De nombreux joueurs étant encore amateurs, ils pouvaient ainsi disputer les deux compétitions.

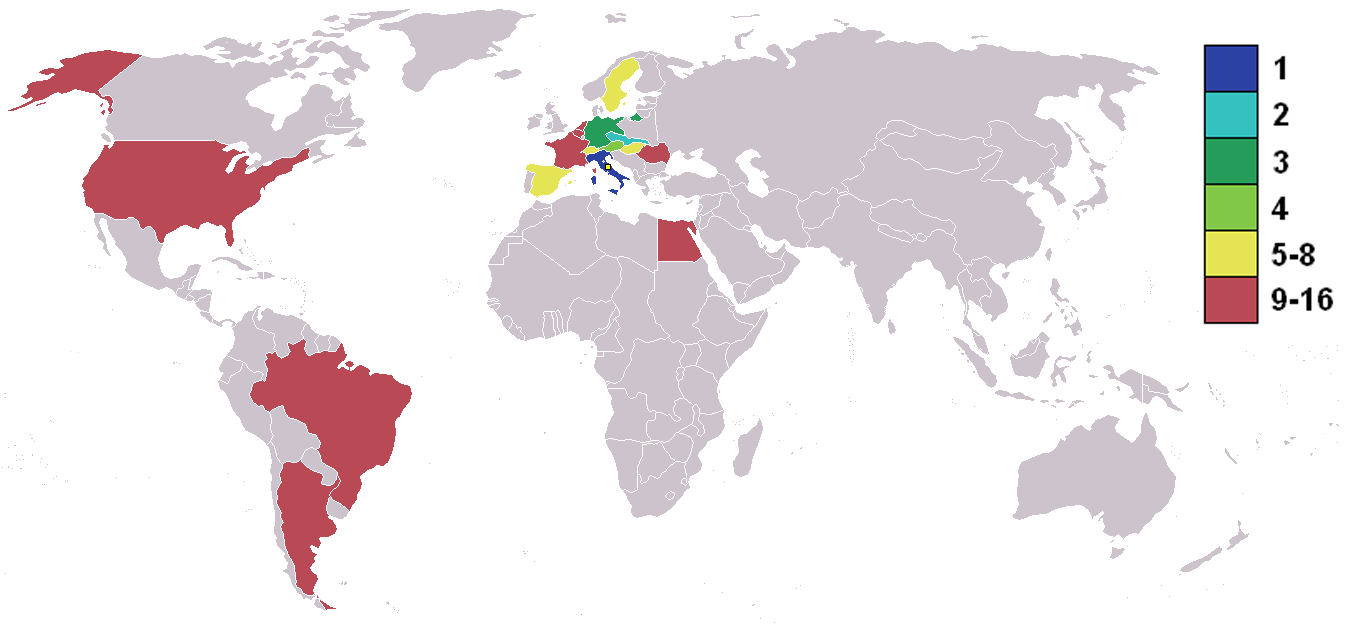
Pays qualifiés pour la Coupe du monde 1934

C'est en Italie que se déroule la deuxième Coupe du monde de football. Dans un contexte international tendu, deux ans avant les Jeux olympiques d'été de 1936 à Berlin, cette Coupe du monde devient un outil de propagande politique puissant pour l'Italie fasciste de Benito Mussolini. C'est aussi la première coupe du monde médiatisée, avec la présence sur le sol italien de 249 journalistes du monde entier, dont 65 italiens, 27 français, 23 allemands et un anglais. Les Britanniques, ayant quitté la FIFA, sont absent du tournoi mondial ; le champion sortant, l'Uruguay, renonce à faire le déplacement pour défendre son titre.
A l'issue de la compétition, l'Italie remporte la Coupe du monde de football de 1934, chez elle à Rome, face à la Tchécoslovaquie.
La France est le pays organisateur de la Coupe du monde 1938. Alors que la Seconde Guerre mondiale se profile, l'Autriche, récemment annexée par l'Allemagne, est contrainte de déclarer forfait. Le Brésil répond présent grâce à une tombola organisée pour financer le voyage. L'Italie conserve son titre.

## 1950 et 1954: L'après-guerre

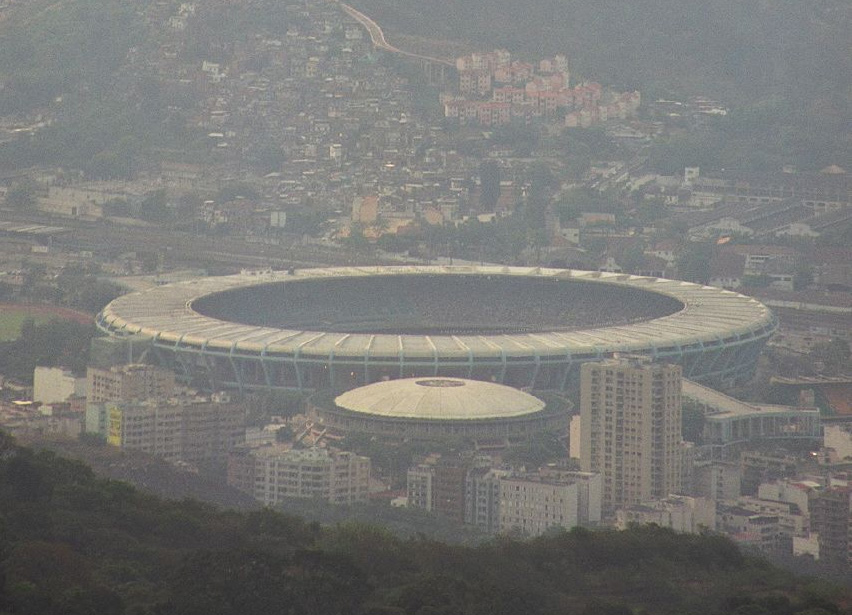
Stade Maracanã.

La première Coupe du monde après la Seconde Guerre mondiale se déroule au Brésil. Le 16 juillet 1950, au stade Maracanã à Rio de Janeiro, l'Uruguay bat le pays hôte, 2 contre 1, en clôture du tournoi. Le Brésil aurait pu faire match nul pour s'adjuger le titre mondial, mais l'Uruguay s'impose face à la Seleção. L'opposition entre les deux sélections sud-américaines entraine une vague de suicides au Brésil.
Pour l'édition de 1954, la Suisse se voit confier l'organisation de la 5e coupe du monde de football en 1954. La République Fédérale d'Allemagne, absente quatre ans plus tôt, s'impose en finale à Berne devant 65 000 spectateurs face à la Hongrie, grande favorite, emmenée par Ferenc Puskás. Cette Coupe du monde est marquée par une nouvelle ère médiatique : les spectateurs ont pu suivre huit matches en direct à la télévision.

## 1958, 1962, 1966 et 1970: «le roi Pelé»

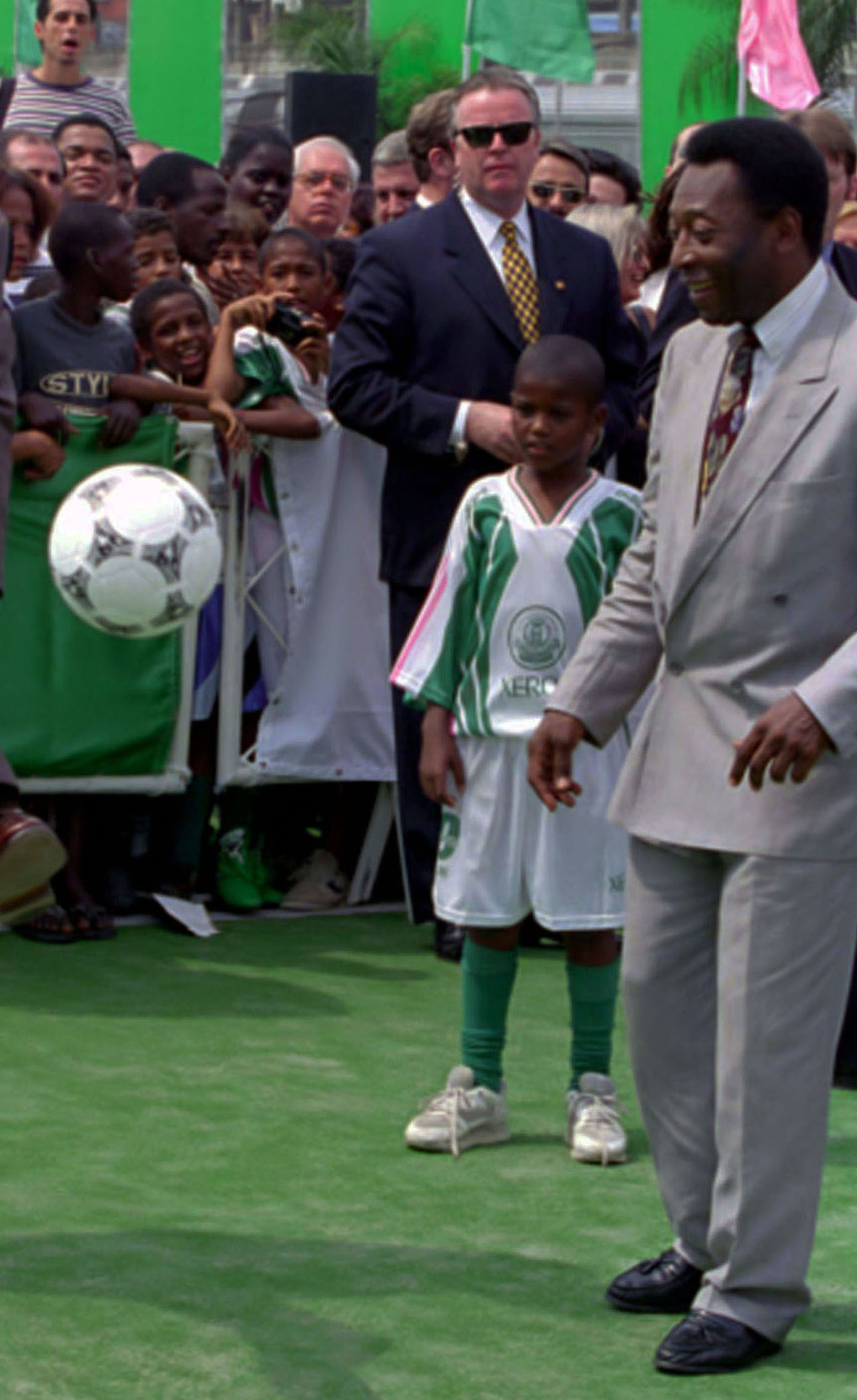
Pelé.

En partant pour la Suède, Just Fontaine ignore qu'il sera sacré meilleur buteur de la Coupe du monde de football 1958 avec 13 réalisations, record encore d'actualité. Un jeune brésilien fait son apparition : Edson Arantes do Nascimento, dit Pelé, alors le plus jeune joueur à être sacré champion du monde. En demi-finale, il inscrit 3 buts à la France de Raymond Kopa, avant d'inscrire l'un des buts les plus célèbres de l'histoire de la Coupe du monde, en finale contre la Suède le 29 juin 1958.
En 1962, le Chili organise la coupe du monde. Pelé se blesse dès le match d'ouverture. Ses coéquipiers remportent une deuxième coupe du monde d'affilée, en battant la Tchécoslovaquie en finale. Le match Italie - Chili à Santiago, connu sous le nom de la « Bataille de Santiago », dégénère en bataille rangée : deux joueurs italiens sont expulsés, un troisième a le nez cassé.
Lors d'une exposition à Londres, la coupe Jules Rimet est volée. Un chien appelé Pickles la retrouve dans un buisson au cœur d'un jardin de banlieue du sud de Londres. 
Les cartons jaunes et rouges n'existant pas encore, les joueurs n'hésitent pas à se montrer violents : ils blessent Pelé qui ne jouera que deux matchs. Le tenant du titre, le Brésil, est éliminé au premier tour. Un autre lusophone se distingue : le Portugais Eusébio. Avec 9 réalisations, il est le meilleur buteur de cette édition. L'Angleterre à domicile s'impose en finale face à l'Allemagne de l'Ouest à la suite d'un but en prolongation, qui suscite une polémique .
En 1970, au Mexique, les attaquants sont à la fête (2,97 buts par match en moyenne) et, spécialement, Gerd Müller, auteur de dix buts dont deux triplés. La demi-finale Italie-RFA se termine sur le score de 4 buts à 3 après prolongation. Ce mondial est marqué par la qualité du jeu pratiqué et aucun joueur n'est expulsé du terrain au cours du tournoi. Après ses deux blessures lors des précédentes éditions, Pelé ne se voyait plus participer à la Coupe du Monde : il revient sur sa décision, ce qui aidera grandement le Brésil pour la suite de la compétition. Pelé et le Brésil décrochent leur troisième titre mondial, et gagnent le droit de conserver définitivement la Coupe Jules Rimet (volée une nouvelle fois). Le tournoi se termine en apothéose pour le Brésil, 4-1 en finale, contre l'Italie.

## 1974, 1978 et 1982: le secret des stratégies
Avec l'avènement du football total, l'Allemagne de l'Ouest remporte à domicile son second titre mondial et soulève le nouveau trophée, la Coupe du monde de la FIFA, en s'imposant en finale face aux Pays-Bas, emmenés par Johan Cruyff.
L'Argentine, favorisée par une organisation à domicile, remporte sa première coupe du monde en battant en finale les Néerlandais, finalistes malheureux de l'édition précédente. Mario Kempes n'est pas seulement champion du monde avec son équipe, il est aussi le meilleur buteur du tournoi.
En Espagne, lors du match France - Koweït au premier tour, le frère de l'émir du Koweït, président de la fédération koweïtienne descend sur le terrain pour faire annuler le quatrième but français. C'est une première. L'arbitre cède. Il sera par la suite radié par la FIFA. Le match se terminera malgré tout sur le score de 4 à 1.
L’Algérie, participant à sa première Coupe du monde, réalise l'exploit de battre l'Allemagne de l'Ouest dès le premier match. Mais elle est éliminée à la fin du « Match de la Honte », match probablement arrangé entre la RFA et l'Autriche.
La compétition se démarque également par un format unique, à double phase de poule. 
La demi-finale à rebondissements entre la France et l'Allemagne de l'Ouest marque l'histoire de la Coupe du monde. Le match se termine par un score nul de 3 à 3 après prolongation et voit la toute première séance de tirs au but. Elle sera fatale aux Français. Ce match a traumatisé les français, étant donné l'arbitrage « scandaleux ». Une sortie du gardien allemand, Harald Schumacher, blessera grièvement le défenseur français Patrick Battiston.
L'Italie remporte son troisième sacre mondial à Madrid au Stade Santiago Bernabéu en battant les Allemands 3 buts à 1. Dino Zoff devient le plus vieux joueur sacré champion du monde, à 40 ans.

## 1986: un nouveau roi
Cette compétition aurait dû se dérouler en Colombie. Mais dès 1983, l'organisation est confiée au Mexique car la Colombie renonce, se sentant dans l'incapacité d'accueillir le tournoi, suite à des catastrophes naturelles, .
Le Maroc est la première équipe africaine à passer le premier tour d'une Coupe du monde, en devançant l'Angleterre, la Pologne et le Portugal.
La France rencontre le Brésil en quart de finale. Le match deviendra légendaire ; il est indécis jusqu'au bout de la prolongation (1-1). La France dispute sa deuxième séance de tirs au but en Coupe du monde. Elle l'emporte. Son parcours s'arrêtera en demi-finale contre l'Allemagne (2-0).
Diego Armando Maradona est déjà une personnalité controversée du milieu du football. Le 22 juin 1986, lors du quart de finale Argentine - Angleterre, les tensions sont fortes entre les deux pays depuis la Guerre des Malouines. À la 51e minute, Maradona inscrit un but de la main, validé par l'arbitre qui n'a pas vu le geste illicite. Diego se justifiera par cette seule phrase : « c'était la Main de Dieu ». Cinq minutes plus tard, l'Argentin inscrivant un but remarquable : partant de son camp, il dribble toute la défense anglaise, y compris le gardien, pour aller glisser le ballon dans le but. Mais ce but, non plus, n'aurait pas dû être validé : l'arbitre n'a pas signalé un tâcle largement en retard au moment ou Diego Maradona s'empare du ballon.
L'Argentine remporte sa deuxième Coupe du monde une semaine plus tard, face à l'Allemagne qui égale le record des Pays-Bas : échouer deux fois de suite en finale.

## 1990: La perle africaine
Les Camerounais seront les héros d'une Coupe du monde qualifiée d'ennuyeuse. À 38 ans, Roger Milla, qui avait posé ses crampons sur l'île de La Réunion, est rappelé par son équipe nationale. Le spectacle Il offrira un grand spectacle durant cette compétition : il inscrira 4 buts durant la phase finale. Un but reste dans les mémoires contre la Colombie : il vient prendre le ballon au fantasque gardien colombien René Higuita. Le parcours du Cameroun s'arrêtera en quart de final, après un match serré contre l'Angleterre.
L'Allemagne triomphe en Italie après avoir, entre autres, sorti les Pays-Bas en huitième de finale, l'Angleterre en demi, et l'Argentine en finale : penalty à la 85e minute, transformé par Andreas Brehme.

## 1994: Au pays de l'autre football
C'est une Coupe du monde avec beaucoup de buts. Elle s'achève par un match où il y en eut trop peu : la première finale de l'histoire qui se termine aux tirs au but. Le Brésil renaît et remporte son trophée préféré. L'Italie n'avait jamais accepté son élimination aux tirs au but 4 ans plus tôt, il en sera de même quatre ans plus tard.
Roger Milla devient à 42 ans le plus vieux buteur de l'histoire de la Coupe du monde. Diego Maradona, contrôlé positif à l'éphédrine, est sorti de la Coupe du monde.

## 1998: La France en rêvait
Le 12 juillet 1998, peu de Brésiliens connaissent Zinédine Zidane. De deux buts de la tête, il fait basculer la France dans la fête. Emmanuel Petit achève la victoire par un but à la dernière minute. La France rejoint ainsi la liste des pays ayant organisé la Coupe du monde et l'ayant gagné à domicile.
La Croatie fait son apparition dans le dernier carré, Davor Šuker finit meilleur buteur de la compétition.

## 2002: Aux pays duSoleil levantet dumatin calme
Fait unique dans l'histoire de la Coupe du monde, deux pays co-organisent la coupe du monde de football de 2002, la Corée du Sud et le Japon.
La France, tenant du titre, est battue en match d'ouverture par les Lions du Sénégal (1 - 0, but de Papa Bouba DIOP) ; elle est éliminée dès le premier tour, sans avoir inscrit un but, à l'instar de l'Argentine. Elles étaient toutes deux parmi les favoris de la compétition.
La Corée du Sud brillera jusqu'en demi-finale : première nation asiatique à ce niveau, malgré de nombreuses polémiques.
Le Brésil bat l'Allemagne ; Ronaldo inscrit 8 buts dans le tournoi, mettant fin à la longue lignée des meilleurs buteurs de la Coupe du monde bloqués à 6 buts depuis la coupe du monde de football 1982. Mais il ne dépasse pas le record de Just Fontaine (13 buts) en 1958.

## 2006: La fin du roi Français
L'édition 2006 s'est déroulée en Allemagne. Le pays organisateur brille une nouvelle fois dans cette compétition, mais l'Italie met fin au rêve allemand en demi-finale, en remportant la victoire par 2 - 0 après prolongation. L'issue de la finale face à la France penche en faveur de l'Italie ; l'Italie bat la France aux penaltys (5 - 3) 1 - 1 après prolongation. L'Italie décroche son quatrième titre de champion du monde et se rapproche du record détenu par le Brésil (cinq victoires).
Il faut noter la très bonne performance du Portugal, demi-finaliste de la coupe du monde.
Pour son dernier tournoi, Zinédine Zidane est élu meilleur joueur.

## 2010: Les inédits
L'édition 2010 se déroule en Afrique du Sud, qui devient le premier pays africain à accueillir l'épreuve. L'Afrique du Sud devient également le premier pays organisateur à ne pas dépasser les poules.
Pour le match pour la troisième place entre l'Allemagne et l'Uruguay, Paul le poulpe parviendra à annoncer la vainqueur : l'Allemagne s'imposera 3 buts à 2. La finale oppose l'Espagne et les Pays-Bas : victoire arrachée dans les prolongations par la Roja. L'Espagne est championne du monde (1-0), avec un but d'Iniesta à la 117e minute (3 minutes avant les tirs au but).

## 2014: L'humiliation du Brésil
L'édition 2014 se déroule au Brésil. Toutes les équipes championnes du monde depuis 1930 y sont qualifiées. La demi-finale du Brésil face à l'Allemagne est marquée par le score historique de 7-1 en faveur de la Mannschaft. La finale a lieu le 13 juillet au stade Maracanã. L'Allemagne s'impose 1-0 en prolongation sur un but de Mario Götze face à l'Argentine, et remporte sa quatrième Coupe du monde.

## 2018: Deuxième étoile pour la France
La 21e édition se déroule en Russie. C'est la première avec l'assistance vidéo à l'arbitrage. Elle est marquée par l'absence de l'Italie, par l'élimination dès les phases de poule des cinq équipes africaines et de l'Allemagne, tenante du titre. L'Espagne est éliminée par la Russie en huitièmes de finale, et le Brésil en quart contre la Belgique. La France remporte sa deuxième étoile (après 1998) en battant en finale la Croatie sur le score de 4-2.

## 2022: Coupe du monde au Qatar

Pays en lice lors de la Coupe du monde 2022

Pour la 22e édition, le Qatar accueille la compétition et sera l'occasion d'exploits extraordinaires et du sacre de Lionel Messi.
Lors de la phase de groupes, le Qatar réalise la pire performance d'un pays hôte, avec 3 défaites. L'Afrique du Sud en 2010 n'était pas parvenue à sortir de la phase de poule, mais avait gagné un match contre la France.
La compétition a vu le plus grand nombre de buts marqués (172) à la suite de matchs d'anthologie (Espagne 7 - 0 Costa Rica ; Angleterre 6 - 2 Iran ; Argentine 3 - 3 France). La France termine la compétition avec 16 buts, meilleur total.
À la suite de l'élimination au premier tour de l'Allemagne et celles d'autres grandes nations du football, comme l'Espagne ou le Brésil, dans les premiers tours de la phase à élimination directe, le Maroc réalise l'exploit de figurer dans le dernier carré. Pour la première fois de l'histoire, une nation africaine termine à la quatrième place d'une coupe du monde de football.
En finale, l'Argentine parvient à faire le break dès la 36e minute. Mais après l'heure de jeu, l'Albiceleste faiblit légèrement, elle laisse les Français revenir au score après deux buts de Kylian Mbappé, entraînant alors les deux équipes en prolongations. Au terme des deux périodes de prolongations, l'Argentine s'impose aux tirs au but.